# Van Buren (New York)
Van Buren város az USA New York államában, Onondaga megyében. Lakosainak száma 14 367 fő (2020. április 1.).

## Népesség
A település népességének változása:

| 2010 | 13 185 |
| 2020 | 14 367 |